# الرتب البحرية

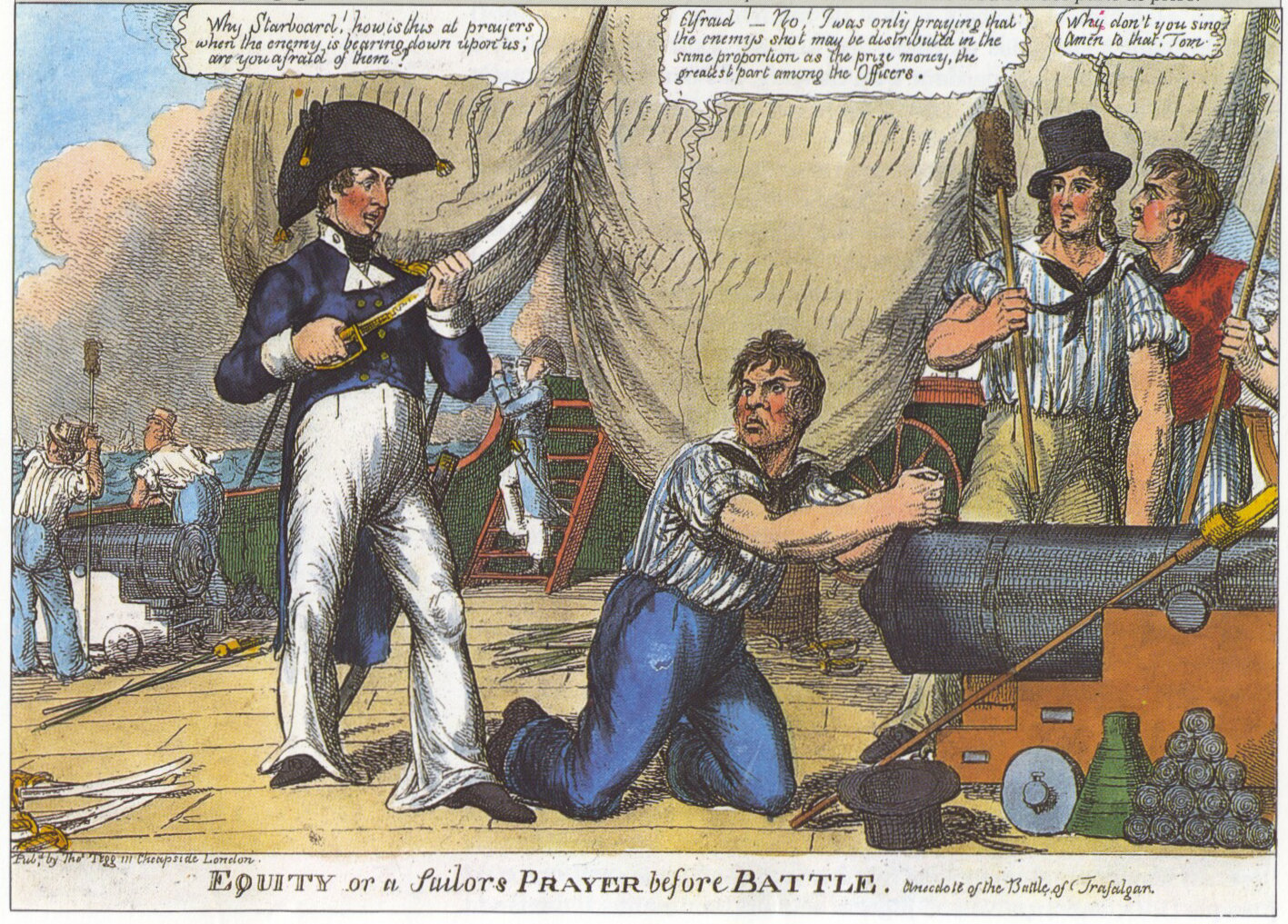
رسم كاريكاتوري من القرن التاسع عشر يصور الرتب على متن سفينة تابعة للبحرية الملكية. الرجل بالسيف هو ضابط مفوض، مثل الرجل على السلم مع التلسكوب.

الرتب البحرية في البحرية، التصنيف أو السترة الزرقاء هم صغار المجندين في تلك البحرية الذين ليسو ضباط صف أو ضابط. اعتمادًا على الدولة والبحرية التي تستخدمها، قد يختلف المصطلح الدقيق ونطاق الرتب التي يشير إليها. 

## البحرية الملكية وبحرية الكومنولث
في البحرية الملكية والبحرية الأخرى في الكومنولث، يتم استخدام المعدل والتصنيف بالتبادل للإشارة إلى عضو مجند في البحرية والذي يتم ترتيبه تحت الضباط وضباط الصف ولكن قد يشمل رتب رقيب ورقيب أول.
المصطلح يأتي من الاستخدام البحري العام للتصنيف للإشارة إلى فئة أو درجة بحار كما هو مسجل في كتب السفينة. 
ينقسم الهيكل العام المستخدم الآن إلى أربع مجموعات رئيسية: 
- معدل قادر
- معدل رائد
- رقيب
- رقيب أول